# Arkhilokhosz
Arkhilokhosz vagy latinosan Archilochus (Párosz sziget, i. e. 7. század) görög költő. Az európai líra egyik legnagyobb korai alakja, költőegyénisége.
Az utókor Arkhilokhosz életútjáról alkotott képe részint töredékesen fennmaradt költeményein alapul, de személyéről további információkkal szolgálnak a szülőföldjén, Pároszon emlékére emelt csarnokban, az Arkhilokheionban feltárt feliratok is. Élete feltehetően bővelkedett kalandos fordulatokban, s verseiből egy szenvedélyes ember bontakozik ki. A Magyar nagylexikon  szerint i. e. 650 körül született törvénytelen gyermekként, apja a nemesi származású Telesziklész, anyja pedig egy rabszolganő volt. Ifjúkorában apja oldalán tevékenyen közreműködött a parosziak thaszoszi kolóniaalapítási terveinek megvalósításában. Egy előkelő paroszi polgár, Lükambész leánya, Neobulé iránt táplált gyengéd érzelmeket, és miután közeledése visszautasításra lelt, a legenda szerint gúnyverseivel öngyilkosságba kergette az apát és egykori kedvesét is. A mindeközben a thaszosziakkal folytatott küzdelmet váltakozó szerencse kísérte, végül érett férfikorában telepedhetett le az északabbra fekvő, gazdagabb szigeten. A feltevések szerint egy a naxosziakkal vívott csatában lelte halálát.
Művészi szemléletét a régi konvenciók elvetése és az új keresése jellemezte. Formai kísérletezései mellett verseinek tartalma és hangvétele is újszerűnek számított, elvetette a mitológiai utalásokat, és korábban sosem hallott szókimondással verselt az érzéki szerelemről, a szív fájdalmairól. Nevéhez fűződik több fontos lírai forma megteremtése, a görög–latin időmértékes verselésben használt egyik összetett sor, az arkhilokhoszi verssor, emellett az elégia és a iambosz műfajának népszerűvé tétele is. Harci és filozofikus hangvételű elégiáit disztichonban írta, fennmaradt gúnyverseinek jellemző verslába viszont a jambus.
Művészete sok tekintetben megújította a görög költészetet, az ókori kánonban Homérosszal vetekedő jelentőségű lírikusnak tartották. Átvette, használta és fejlesztette az epikus dialektust. Nem csupán egyiptomi papiruszokon maradtak fenn Arkhilokhosz-költemények, de lírája még a római császárkorban is népszerűnek számított.
Nem csak költészetének tartalma és hangvétele volt újszerű, hanem formája is: ő alakította ki a legfontosabb lírai formákat, az elégiát, a jambust stb.
A személyére és életére vonatkozó értesülések részint költeményeiből, részint egy Párosz szigetén talált feliratból származnak.
Egy költeménye:
Igen magas, vagy haj fodroskás
Kevély királyra nem tekintek:
Sem hogy szakállt leányi módra
Nyirbáljon: hanem hosszaska, horgas
Szárú, szeme sasos, nap sütötte,
Erős nyoma legyen, szive bátor.
(Fabchich József, 1804)

## További irodalom
- Falus Róbert: Apollón lantja. A görög-római irodalom kistükre. Móra Ferenc Könyvkiadó, Bp. 1982.
- Falus Róbert: Az ókori görög irodalom története, Gondolat, Bp. 1964.
- Homér és Osszián (Budapest, 1957)
- Ritoók-Sarkady-Szilágyi: A görög kultúra aranykora. Gondolat, Bp. 1984.
- Szepes Erika (főszerk.): Antik lexikon. Corvina, 1993.